# 오드리 산토
오드리 산토(Audrey Santo, 1983년 12월 19일 출생 - 2007년 4월 14일 사망)는 그녀의 순례자들에게 작은 오드리라고 불렸던, 일생동안 기적을 이루어 냈다고 여겨지는 미국 매사추세츠주 우스터의 젊은 여성이다.
1987년 8월 9일, 세 살의 어린 아기였던 오드리는 그녀의 오빠 스티븐 산토와 물놀이를 하는 도중 얼굴을 수면 아래로 담군 채로 수영장에 빠졌다. 병원으로 즉시 실려간 오드리는 3주간 혼수상태에 빠졌고, 의식이 돌아왔을 때 그녀는 무의지증으로 심장이 뛰고 땀샘이 신호를 보내는 아주 기본적인 기능만 남고 두뇌의 다른 기능들을 완전히 상실해버렸다. 가족의 품에서 더 나은 환경을 제공해 줄 수 있다고 생각한 그녀의 어머니 린다 산토는 사고 4개월 후인 11월, 오드리를 집으로 데려왔다.
린다는 오드리와 함께 1981년부터 마리아가 여섯 차례 나타난 것으로 유명한 유고슬라비아의 순례지 메쥬고리에를 방문했다. 린다의 주장에 따르면 오드리가 마리아에게 다른 사람들의 고통을 대신해 주는 희생자가 되기로 약속했다고 한다.

## 기적
메쥬고리에에 다녀온 후, 오드리의 방에서는 수많은 기적들이 일어났다고 보고되었다. 예수의 조각상에서 피가 흘려내렸고, 차고의 벽에서는 기름이 새어나왔다. 오드리의 머리 위에 성모 마리아 형태의 구름이 생기기도 했다고 이야기되었다.
오드리의 집에 방문한 사람들은 각종 질병이나 장애가 치료되었다. 예를 들어 매사추세츠주 출신의 셰를 파롤리시는 오토바이 사고로 다친 그의 아들 조이 파롤리시를 위해 오드리의 머리맡에서 기도를 했다. 그 결과 조이는 목발이나 지팡이가 없이도 걸을 수 있게 되었고, "갑자기 걸을 수 있을 것 같았다."라고 말했다고 한다. 그러나 조이의 주치의에 의하면 그는 처음부터 75%의 걸을 수 있는 확률이 있었다.
오드리의 일생 동안 그녀의 집은 대표적인 순례지가 되었다. 그녀의 가족들은 방문자들이 그녀를 볼 수 있도록 방에 대형 창문을 달았으나, 교회의 요청에 따라 원래대로 되돌려놓았다.

## 로마 가톨릭의 입장
1999년, 우스터의 목사 다니엘 P. 레일리는 "오드리의 집에 하나님이 계신다는 것의 가장 대표적인 증거는 그녀에 대한 그녀의 가족들의 헌신이다."라고 말하였다. 또한 희생자에 관해서는 "이 용어는 교회에서 쉽게 사용되지 않기 때문에 신중을 기해야 한다."라고 하였다.
교회는 순례자들에게 "살아있는 인물인 오드리에게 기도를 하는 것은 가톨릭 가르침에 어긋나는 행위다. 따라서 그녀에 대한 기도는 즉시 중단되어야 한다."라는 입장을 밝혔다.

## 죽음과 장례식
오드리 산토는 2007년 4월 14일 심폐 기능 정지로 사망하였다. 그녀의 장례식은 2007년 4월 18일 매사추세츠주 우스터의 세인트 폴 성당에서 열렸으며, 일반인들도 참관할 수 있었다.